# غريغ باولوس
غريغ باولوس (بالإنجليزية: Greg Paulus)‏ هو مدرب كرة سلة أمريكي، ولد في 3 يوليو 1986 في مدينا في الولايات المتحدة.

## روابط خارجية
- غريغ باولوس على موقع كلية كرة السلة في سبورتس رفرنس.كوم (الإنجليزية)
- غريغ باولوس على موقع ريلجم (الإنجليزية)
- غريغ باولوس على موقع كلية كرة السلة في سبورتس رفرنس.كوم (الإنجليزية)
- غريغ باولوس على موقع كلية كرة القدم في سبورتس رفرنس.كوم (الإنجليزية)